# لوکسمیچاری
لوکسمیچاری (به لاتین: Lakshmichhari) یک منطقهٔ مسکونی در بنگلادش است که در ناحیه کاگراچاری واقع شده‌است. لوکسمیچاری ۲۲۰٫۱۵ کیلومتر مربع مساحت و ۲۵٬۹۹۴ نفر جمعیت دارد.